# Edmond Lafond
Pour les articles homonymes, voir Lafond.
Étienne-Edmond, comte Lafond (5 janvier 1821 à Paris - 23 juillet 1875 à Paris), est un homme de lettres français.

## Biographie
Étienne Edmond Lafond naît le 5 janvier 1821 à Paris. Il est le fils d'Antoine-Narcisse Lafond, négociant en vins, et de son épouse, Pauline Mélanie Rosalie Harlé. Il est le petit-fils de Jean-Marie Harlé d'Ophove et le neveu d'Ernest Lafond. 
Il devient auditeur au Conseil d'État sous la Monarchie de Juillet.
Créé comte romain par le pape en 1849, il devient président de l'Œuvre du Denier de Saint-Pierre.
Marié à Marie du Temple de Chevrigny, petite-fille de Louis-René du Temple de Chevrigny et nièce de Félix-Guillaume Merlin de Maingoval, il est le beau-père du duc Louis de Pérusse des Cars (1849-1920).

## Distinctions
- Commandeur de l'ordre de Saint-Grégoire-le-Grand

## Publications
- Dante, Pétrarque, Michel-Ange, Tasse sonnets choisis traduits en vers et précédés d'une étude sur chaque poete (1848)
- La Vie nouvelle (traduction, 1848)
- De la Renaissance catholique en Angleterre (1849)
- La Voie douloureuse des papes (1860)
- La confession du vetturino : Souvenir d'un voyage en Italie (1862)
- Lorette et Castelfidardo : Lettres d'un pèlerin (1862, 1876)
- L'Héritière, nouvelle (1863)
- Un médecin sous la Terreur, suivi d'autres nouvelles [la Confession du vetturino ; l'Espion flamand ; Barmounty Manor ; Et après ? la Folie contagieuse ; Vedina ; le San-Pietrino ; l'Héritière] (1864)
- Histoire de la bella Romula (1864)
- Rome, Lettres d'un pèlerin (1864)
- Histoire des chaines de S. Pierre et de la confrérie qui porte ce nom a Rome (1868)
- Le pèlerinage d'Assise en 1868 (1869)
- La table de la Cène, à Rome: méditations et souvenirs (1869)
- Rome dans sa grandeur vues, monuments anciens et modernes, description, histoire, institutions, édifices religieux et profanes ... (1870)
- Rome œcuménique, lettres à un ami (1870)
- Le pèlerinage d'Assise : histoire de saint François d'après les monuments (1870)
- La Salette, Lourdes, Pontmain... (1872)
- Dorothée vierge et martyre: tragédie (1873)
- Le poème de Rome (1874)
- Poésies inédites (1876)
- Saint Jean de Capistran, drame chrétien [en quatre actes]:suivi de La dévotion à la croix ; et de A. secrète offense secrète voyance, drames de Calderon traduits de l'Espagnol (1877)

### Sources
- Mgr Louis-Édouard Pie, Éloge funèbre de M. Etienne- Edmond, comte Lafond, 1877
- Priez pour le repos de l'âme d'Etienne-Edmond Comte Lafond, décédé le 23 juillet 1875..., 1876
- Alfred Mézières, Lettres, sciences, arts: Encyclopédie universelle du XXe siècle, Volume 8, 1908